# Powiat Balerna
Balerna (wł. Circolo di Balerna) – powiat w Szwajcarii, w kantonie Ticino, w okręgu Mendrisio. Siedziba administracyjna powiatu znajduje się w miejscowości Balerna. 
Powiat składa się z czterech gmin (comune) o powierzchni 21,98 km² i o liczbie mieszkańców 17 981.

## Gminy
| Nazwa gminy       | Liczba mieszkańców 31 grudnia 2021 | Powierzchnia km² |
| ----------------- | ---------------------------------- | ---------------- |
| Balerna           | 3 276                              | 2,53             |
| Castel San Pietro | 2 240                              | 11,84            |
| Chiasso           | 7 440                              | 5,35             |
| Morbio Inferiore  | 4 383                              | 2,26             |

## Zmiany administracyjne
- 4 kwietnia 2004
  - przyłączenie gmin Casima, Monte i Campora do gminy Castel San Pietro